# دوك سكانلان
دوك سكانلان (بالإنجليزية: Doc Scanlan)‏ هو لاعب كرة قاعدة أمريكي، ولد في 7 مارس 1881 في سيراكيوز في الولايات المتحدة، وتوفي في 29 مايو 1949 في بروكلين في الولايات المتحدة.

## وصلات خارجية
- دوك سكانلان على موقعبيزبول رفرنس.كوم (الدوري الرئيسي) (الإنجليزية)
- دوك سكانلان على موقعبيزبول رفرنس.كوم (الدوري الثانوي) (الإنجليزية)
- دوك سكانلان على موقع مشجعي الرسوم البيانية (الإنجليزية)